# Roca Diablera

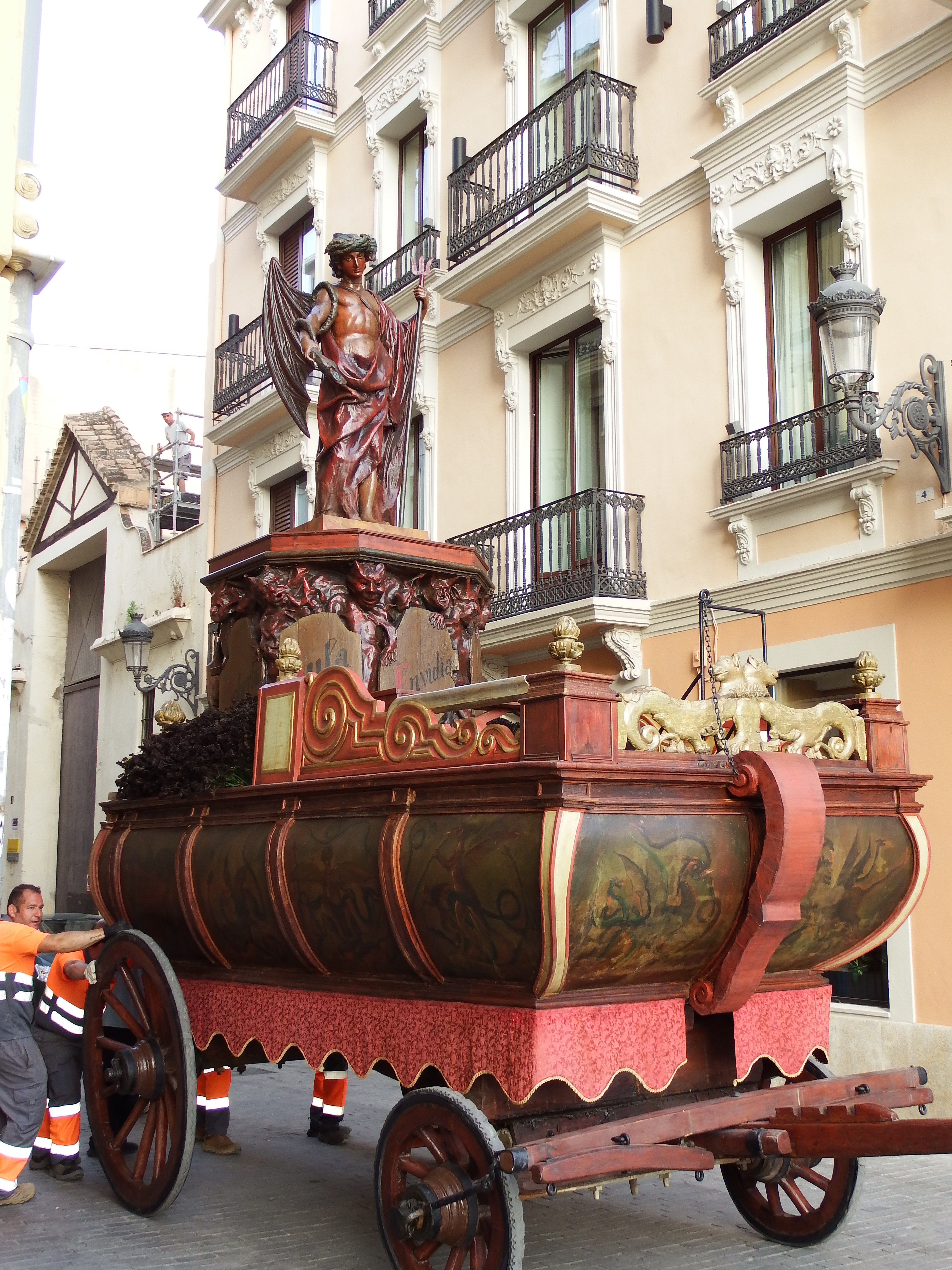
Roca Diablera, 2022

La Roca de Plutó, anomenada popularment La Diablera, és una de les roques de les festivitats del Corpus Christi de la ciutat de València.

## Descripció
La figura principal està feta en fusta massissa, tot i que abans de 1815 era de paperó. Com és costum a les roques valencianes, va a la part de darrere del carro. Representa a Plutó sobre un pedestal octogonal. Enroscada al braç dret porta una serp i a la ma dreta un trident. Els costats del pedestal porten els noms dels set pecats capitals. Al darrere, la figura d'un gos sosté uns versos en castellà. La base de la roca porta quinze panells amb pintures de quimeres infernals.
Els materials emprats són fustes de conífera: pi silvestre per a diferents motllures menors, taulers del taulat de la carrossa, i alguns barrots de petita secció. Per als travessers muntants i travesses principals i rodes, es cambina conífera amb fustes més resistents de frondoses com el faig o el roure. El pedestal està format per una estructura de fusta coberta per tela de xarpellera i estucs que donen forma als caps. Les cartelles que sostenen són taulers de fusta de conífera, encolades a l'estructura i cobertes per paper enganxat.
La carcassa de la carrossa és la part autèntica del grup ja que es manté força original, amb pocs afegits. És interessant la forma tosca però alhora precisa de totes les unions dels travessers amb les travesses corresponents, en les quals es pot apreciar que han estat artesanalment tallades però també seleccionant prèviament llistons de bona qualitat. Això ha contribuït a la seua conservació. L'estructura interna es correspon amb molta similitud a la manera de construir els vaixells de l'època, on a més dels eixos centrals apareixien les quadernes perimètriques que donen aquesta forma còncava característica de les embarcacions. Una gruixuda capa d'òxid de ferro cobria la majoria d'aquestes fustes, molt probablement com a prevenció davant de xilòfags i humitat.
Les ales de la figura de Plutó són de fusta. La restauració de 1959 va sustituir les anteriors, que eren de cartró i que no eren les originals.

## Història
És la roca més antiga, ja que apareix esmentada en documents de 1512 i 1528. La data de construcció que figura escrita sobre la pròpia roca és 1511.

En 1542 va ser readaptada, prenent el nom de Plutó. Les nombroses imatges de diables que duia en la part anterior li donaren la denominació popular per la que és més coneguda.

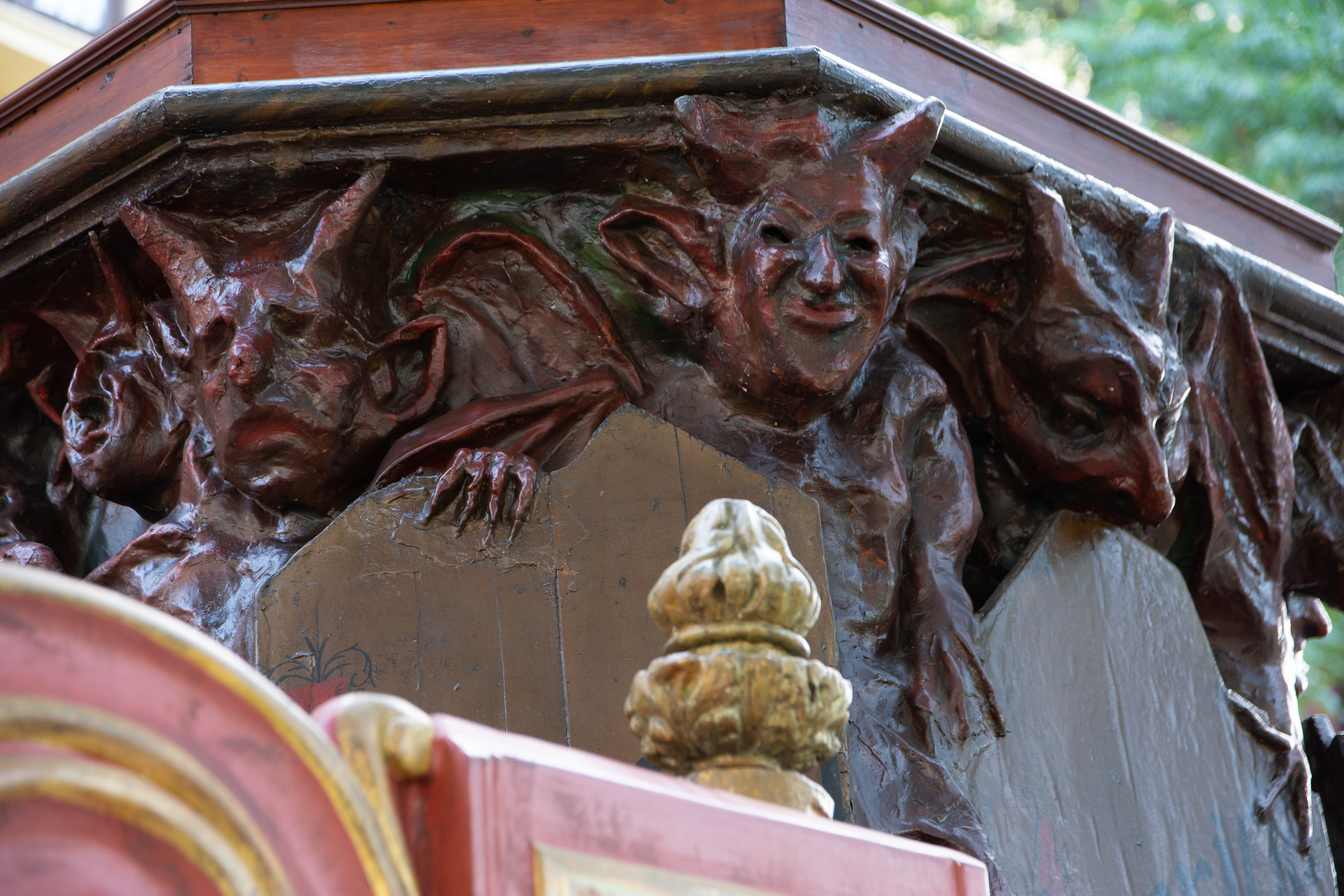
Alguns dels diables que donen el seu malnom a la roca

La Diablera va ser restaurada en 1702. El 1815 va ser canviada la figura de Plutó. En 1867, amb motiu del segon centenari de la Mare de Déu dels Desemparats, va ser restaurada i se li llevaren molts dels demonis que la caracteritzaven. Tornà a ser renovada amb motiu dels danys de la riuada de 1897. La instal·lació de cables del tramvia eléctric feu que totes les roques foren modificades en 1912, reduint-se la seua alçària. La gran riuada del 1957 tornà a requerir una nova restauració, acabada en maig de 1959. I l'estàtua de Plutó va caure a terra de durant la volta del Corpus de 1992, reparant-se però impossibilitant la presència de la roca a les festivitats de 1993.

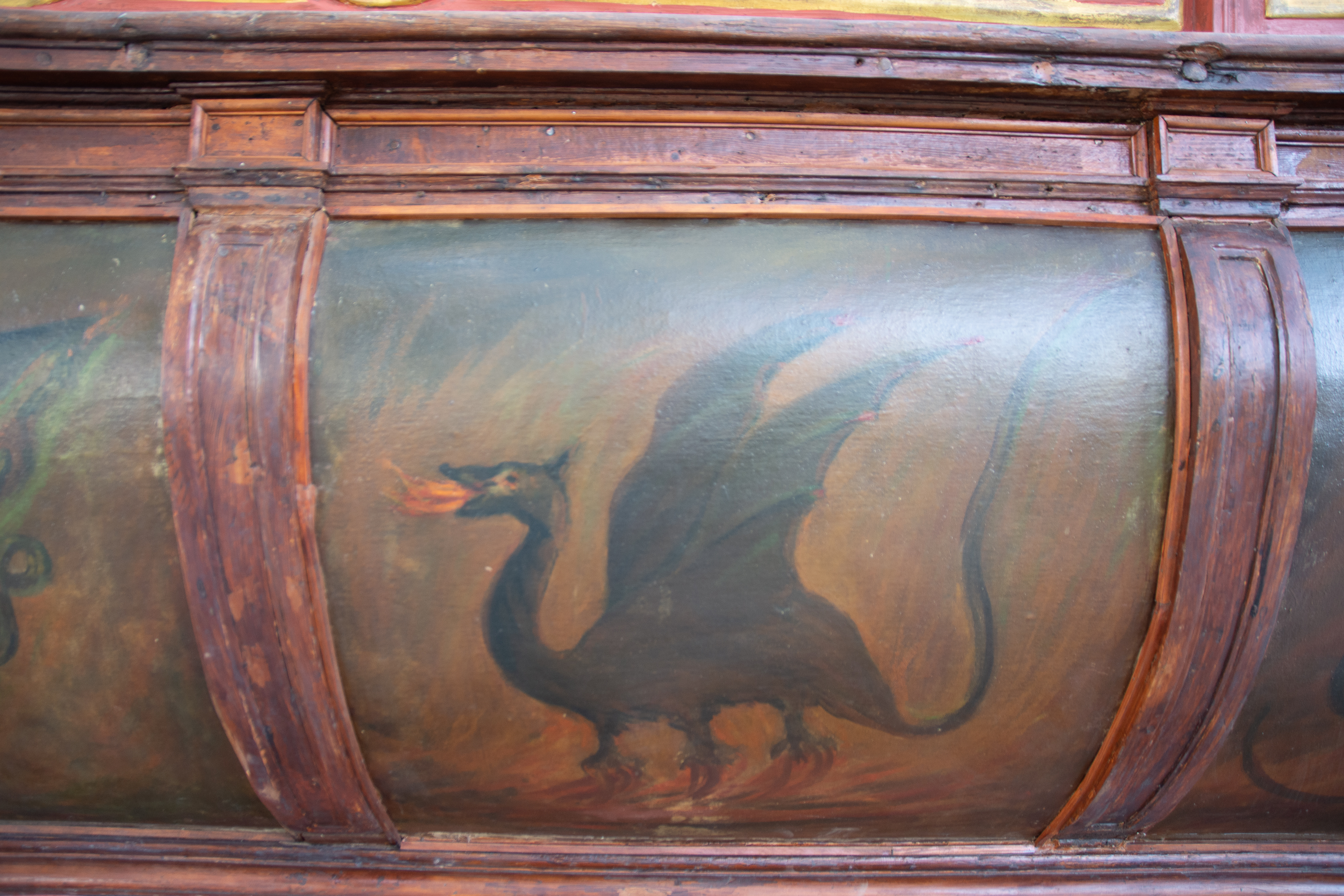
Quimera a la Diablera

L'estudi d'alteracions i posterior restauració que es va produir el 2009 va trobar tota una sèrie de problemes. A la part externa de la roca s'observava una gran acumulació de brutícia superficial i sota aquesta densa capa de brutícia ambiental s'intuïa una capa de vernís semi-brillant i irregular que cobria tant les policromies, com les imperfeccions i mancants de les mateixes. Es va constatar la presència de materials integrants variats del color: oli, pintura acrílica i colors amb vernís. a més, totes aquestes tècniques s'hi anaven alternant de manera tosca, desordenada i arbitrària sobre tota la superfície. D'altra banda, la fusta havia patit l'atac dels xilòfags, com l'Anobium Puctatum. Les combinacions incorrectes de vernissos naturals i sintètics havien impossibilitat l'evacuació de la humitat de la fusta. De la mateixa manera, totes aquelles parts que algun dia van ser daurades o platejades es trobaven repintades amb purpurina. La decoració dels frisos en verds eren plaques de suro que no guardaven cap relació els materials original i estaven repintats molt grollerament.
La figura principal estava trencada i desplaçada a causa de les anteriors fractures -normalment pels turmells- i d'intervencions plantejades a massa curt termini.
La Diablera era l'escenari on es ballava la dansa de la Moma i els momos -la virtut i els set pecats capitals. Una inscripció -novament en castellà- feia al·lusió a la dominació musulmana: "Triunfa el Alcorán la verdad del Evangelio".